# 임꺽정 (1972년 드라마)
《임꺽정》은 1972년 10월 30일부터 1973년 3월 31일까지 방영된 MBC 일일연속극이다.

## 등장 인물
- 김성옥
- 추송웅
- 백일섭
- 송재호
- 최불암
- 박규채
- 김기일
- 정규택
- 변인철
- 이대근
- 이영후
- 유하나
- 배성주
- 이수나
- 김애경
- 임현식
- 김수미
- 박종관
- 지영희